# لاکی بلو اسمیت
لاکی بلو اسمیت (به انگلیسی: Lucky Blue Smith)، زادهٔ ۴ ژوئن ۱۹۹۸، مدل، بازیگر و موسیقی دان اهل ایالات متحده آمریکا است. وی در ۱۰ سالگی کشف شد و در ۱۲ سالگی به عنوان یک مدل کار خود را شروع کرد. شهرت او بیشتر به دلیل موهای بلوندش است.

## حرفه مدلینگ
اسمیت تنها فرزند پسر خانواده و کوچکترین است. مادر وی یک مدل و پدرش یک موسیقیدان است. وی در فورک اسپانیا بزرگ شد و هنگامی که ۱۰ سال داشت به همراه سه خواهرش کشف شدند و برای حرفه خود در ۱۳ سالگی به لس آنجلس نقل مکان کردند. پس از مدتی زندگی در لس آنجلس، اسمیت و خواهرانش بر روی مجله وگ ژاپن ظاهر شدند و توجهات زیادی را به خود جلب کردند.
هنگامی که وی موهایش را بلوند کرد، در سال ۲۰۱۵ بر روی مجلات زیادی ظاهر شد و شهرت زیادی کسب کرد. وی بر روی مجلات زیادی از جمله اله، گک، وگ و هارپرز بازار ظاهر شده‌است.

## حرفه موسیقی
در سال ۲۰۰۹ اسمیت و خواهرانش که دو نفر از آن‌ها هم‌اکنون خواننده هستند، گروهی تشکیل داد و نام ان را Atomisc گذاشتند. نقش اسمیت در ان گروه درامر بود و گروه آن‌ها توسط Next معرفی شده‌است.

## زندگی شخصی
اسمیت در سال ۲۰۱۷ در حالی که ۱۸ سال داشت، صاحب فرزند دختری به نام گراویتی از دوست دختر سابق خود یعنی استورمی هانلی (بی) شد. او همچنین یک سگ به نام چی سای دارد.